# Afo Dodoo
Afo Dodoo (ur. 23 listopada 1973) – ghański piłkarz grający na pozycji bocznego obrońcy. W swojej karierze 23 razy zagrał w reprezentacji Ghany.

## Kariera klubowa
Karierę piłkarską Dodoo rozpoczął w klubie Goldfields Obuasi. W sezonie 1992/1993 zadebiutował w nim w ghańskiej Premier League. W latach 1994–1995 dwukrotnie z rzędu wywalczył z Goldfields mistrzostwo Ghany. W 1993 roku zdobył Puchar Ghany.
W 1995 roku Dodoo podpisał kontrakt z greckim klubem PAE Kalamata. Grał w nim w pierwszej lidze greckiej przez 3 lata wraz z rodakami: Samuelem Johnsonem, Ebenezerem Haganem, Peterem Ofori-Quaye, Fosterem Bastiousem, Simonem Addo i Baffourem Gyanem.
W 1999 roku Dodoo przeszedł do norweskiego Tromsø IL, jednak nie zagrał w nim żadnym ligowym meczu. Jeszcze w tym samym roku trafił do szwedzkiego drugoligowca Enköpings SK. Na początku 2001 roku odszedł z niego do Landskrony BoIS, w której grał do 2003 roku, czyli do końca swojej kariery.
| Sezon   | Klub              | Kraj     | Rozgrywki      | Mecze | Bramki |
| ------- | ----------------- | -------- | -------------- | ----- | ------ |
| 1992/93 | Goldfields Obuasi | Ghana    | Premier League | ?     | ?      |
| 1993/94 | Goldfields Obuasi | Ghana    | Premier League | ?     | ?      |
| 1994/95 | Goldfields Obuasi | Ghana    | Premier League | ?     | ?      |
| 1995/96 | PAE Kalamata      | Grecja   | Alpha Ethniki  | 17    | 0      |
| 1996/97 | PAE Kalamata      | Grecja   | Alpha Ethniki  | 23    | 1      |
| 1997/98 | PAE Kalamata      | Grecja   | Alpha Ethniki  | 24    | 1      |
| 1999    | Tromsø IL         | Norwegia | Tippeligaen    | 0     | 0      |
| 1999    | Enköpings SK      | Szwecja  | Superettan     | 11    | 0      |
| 2000    | Enköpings SK      | Szwecja  | Superettan     | 21    | 1      |
| 2001    | Landskrona BoIS   | Szwecja  | Superettan     | 21    | 0      |
| 2002    | Landskrona BoIS   | Szwecja  | Superettan     | 6     | 0      |
| 2003    | Landskrona BoIS   | Szwecja  | Superettan     | 0     | 0      |

## Kariera reprezentacyjna
W reprezentacji Ghany Dodoo zadebiutował w 1994 roku. W tym samym roku rozegrał 1 mecz w Pucharze Narodów Afryki 1994, ćwierćfinałowy z Wybrzeżem Kości Słoniowej (1:2).
W 1996 roku Dodoo został powołany do kadry na Puchar Narodów Afryki 1996. Na tym turnieju rozegrał 5 meczów: z Wybrzeżem Kości Słoniowej (2:0), z Tunezją (2:1), z Mozambikiem (2:0), ćwierćfinale z Demokratyczną Republiką Konga (1:0) oraz o 3. miejsce z Zambią (0:1). Od 1994 do 1996 roku rozegrał w kadrze narodowej 23 mecze.
W 1996 roku Dodoo wystąpił na Igrzyskach Olimpijskich w Atlancie.